# Hans Savery (1589–1654)

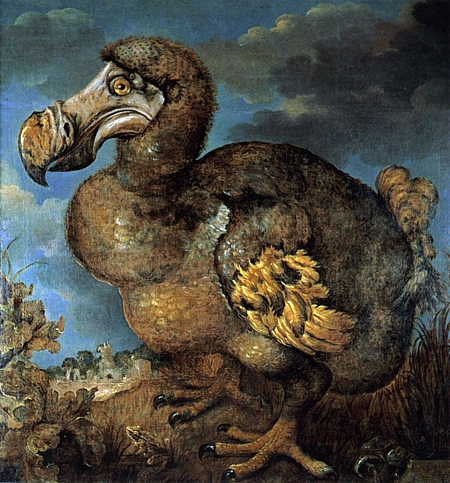
Dodó, Hans Savery festménye (1651)

Ifj. Hans Savery (névváltozat:Jan Savery) (Haarlem, 1589 – Utrecht, 1654. augusztus 7.) holland festő a holland festészet aranykorában, a Flandriából származó Savery művészcsalád tagja. Apja, Jacob Maertensz Savery is festő volt. Ifjúságát Amszterdamban töltötte. Valószínűleg nagybátyja, Roelant Savery tanítványa volt, mindenesetre vele utazott II. Rudolf császár prágai udvarába. 1619-től 1639 utánig nagybátyja utrechti műhelyében dolgozott. Többek között tájképeket és építészeti témájú festményeket alkotott.